# Coleophora arens
Coleophora arens là một loài bướm đêm thuộc họ Coleophoridae. Nó được tìm thấy ở Namibia.